# AirBlade
AirBlade là một game thể thao được phát triển bởi Criterion Games và do SCEE phát hành tại châu Âu và Namco ở Bắc Mỹ. Nó là sự kế thừa tinh thần cho tựa game Dreamcast TrickStyle. Trò chơi được phát hành vào ngày 9 tháng 11 năm 2001 ở châu Âu và ngày 28 tháng 1 năm 2002 ở Bắc Mỹ cho PlayStation 2.

## Lối chơi
Lối chơi khá tương đồng với dòng game Tony Hawk's. Người chơi có một khoảng thời gian giới hạn để hoàn thành tất cả các thử thách trong một màn chơi (chẳng hạn như hạ gục một số Henchmen hoặc phá hủy đèn pha), với một lượng nhỏ thời gian phụ được trao cho mỗi thành công. Ngoài ra còn có sự nhấn mạnh vào các thủ thuật và combo, làm đầy một thanh đo Boost cho phép Ethan di chuyển nhanh hơn và nhảy cao hơn.
Sau khi hoàn thành một màn chơi trong game, người chơi sẽ được trao một thứ hạng dựa trên thời gian hoàn thành màn đó, số điểm thủ thuật đã kiếm được, combo liên tiếp lớn nhất và số lần ngã. Các cấp bậc này bao gồm từ A-D (D là cấp bậc thấp nhất có thể để vượt qua màn chơi), với một thứ hạng 'S' bổ sung cho màn trình diễn cực phẩm. Mọi thứ hạng đều đủ để tiếp tục qua màn chơi tiếp theo, nhưng cần có thứ hạng cao để mở khóa một số nhân vật có thể chơi được.

### Kiểu chơi
Cùng với phần chơi đơn, còn có chế độ nhiều người chơi, tương tự như các phiên bản đầu tiên trong dòng game Tony Hawk hay Dave Mirra. Các kiểu chơi này gồm có Score Attack và Party Score Attack. Một kiểu chơi bổ sung không giống như các trình mô phỏng dựa trên thủ thuật khác là Ribbon Tag. Trong Ribbon Tag, hai người chơi bắt đầu ở hai đầu đối diện của bản đồ và phải chạy đua đến trung tâm để lấy một mảnh dây vải cảnh báo nhỏ. Sau khi một trong hai người chơi có được mảnh dây vải này, người chơi khác không có dây vải phải tìm đủ mọi cách lấy lại nó. Giữ mảnh dây vải này sẽ làm tăng điểm số của người chơi sau vài giây. Tuy nhiên, mảnh dây vải được giữ lâu hơn, nó sẽ lâu hơn. Người chơi phải sử dụng những gì họ đã học được qua các màn chơi và kỹ năng học được trong việc tiếp cận vùng đất cao hơn để tránh xa nhau.

## Câu chuyện
Oscar vừa hoàn thiện nguyên mẫu của mình cho một chiếc ván trượt bay có tên là AirBlade khi tập đoàn GCP Corporation quyết định đóng cửa dự án. Oscar thất vọng đã lén đưa phát minh của mình về nhà, nhưng bị ông chủ cũ lần ra và bắt cóc. Bạn cùng phòng và là vận động viên trượt băng cừ khôi Ethan tìm thấy chiếc AirBlade được giấu trong căn hộ và quyết định sử dụng nó với sự giúp đỡ của người bạn hacker tên Kat tìm cách đưa Oscar trở về nhà.

## Đón nhận
AirBlade nhận được nhiều đánh giá trái chiều từ giới phê bình. Nó nhận được số điểm 73,12% trên GameRankings và 70/100 điểm trên Metacritic.
Giới phê bình khen ngợi khả năng điều khiển chặt chẽ và đồ họa ấn tượng, với IGN cho rằng tựa game này là "một quảng cáo tuyệt vời cho engine đồ họa RenderWare".
Tuy nhiên, 1UP.com và GameSpot đều chỉ trích độ khó tàn bạo, nguyên nhân chủ yếu là do mức độ tuyến tính của các thử thách - nếu một nhiệm vụ không đạt được khi hết thời gian, người chơi buộc phải khởi động lại màn chơi từ đầu và thử lại tất cả.